# Erzurum

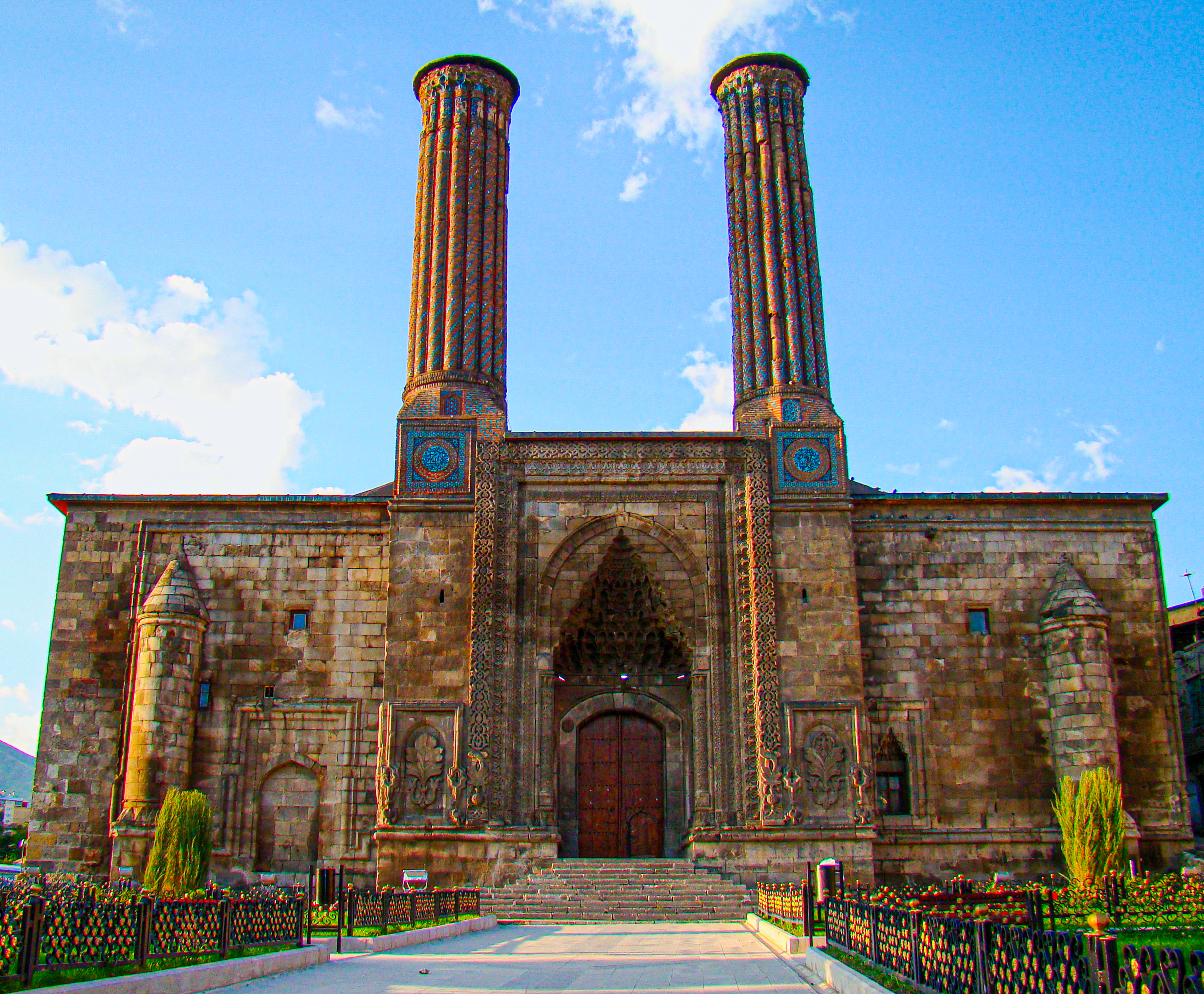
Çifte Minareli Medrese (koranskola) i Erzurum.

Erzurum (ibland även Erzerum, Arzrum; Arzen under antiken; Karin (Կարին) eller Garin på armeniska; Theodosiupolis eller Theodosiopolis i Bysans) är en stad i östra Anatolien i Turkiet. Den är huvudort i provinsen Erzurum och är belägen på 1 757 meters höjd över havet. Erzurums storstadskommun har cirka 400  000 invånare och administrerar de tre distrikten Aziziye, Palandöken och Yakutiye. Dess namn kommer av persiska Arz-e Rum, "Roms gräns".
Erzurum ligger nära Eufrats och Aras källor, och har en stor kurdisk befolkning. Den är ett viktigt handelscenter. Staden har universitet sedan 1957, och många gamla byggnadsminnen, bland annat koranskolor från 1200-talet, Hatun-mausoleet och flera vackra moskéer.

## Historia
Erzurum är det fornarmeniska Karin, som befästes av den bysantinske kejsaren Anastasius I (491-518) och sedermera kallades Theodosiopolis. Under den äldre medeltiden var staden ett tvistefrö mellan greker och araber. Den togs 1201 av seldjukerna, och tillhörde därefter mongoler, perser och sedan 1522 turkarna. Mellan 1533 och 1867 var Erzurum huvudstad i ett osmanskt eyalet med samma namn.
Staden är strategiskt belägen längs den gamla handelsvägen mellan Trapezunt och Tabriz ("genuesiska vägen"). Den blev under medeltiden en viktig rast- och stapelplats för karavanerna och nådde en sällsynt blomstring, men tappade betydligt i handel efter 1829, då stora utflyttningar skedde till ryskt område, och sedan järnvägen mellan Poti (vid Svarta havet) och Tbilisi anlades, något som gjorde den farliga karavanvägen över Erzurum mindre nödvändig.

### 1800-talet
I juli 1829 besegrade Ryssland under Ivan Paskevitj turkarna på slätten vid Erzurum och intog staden, men återlämnade den, på grund av freden i Adrianopel, i september samma år. Den 9 november 1877 försökte ryssarna överrumpla staden utan framgång, cernerade den och fick enligt stilleståndet i Adrianopel i februari 1878 besätta den. Efter freden i San Stefano i mars samma år utrymde de den åter.
1859 förstördes en del av Erzurum i en jordbävning.
I slutet av oktober 1895 under de armeniska massakrerna 1894–1896 ägde ett stort blodbad rum på armenierna, i vilket officerare och manskap i turkiska armén deltog.

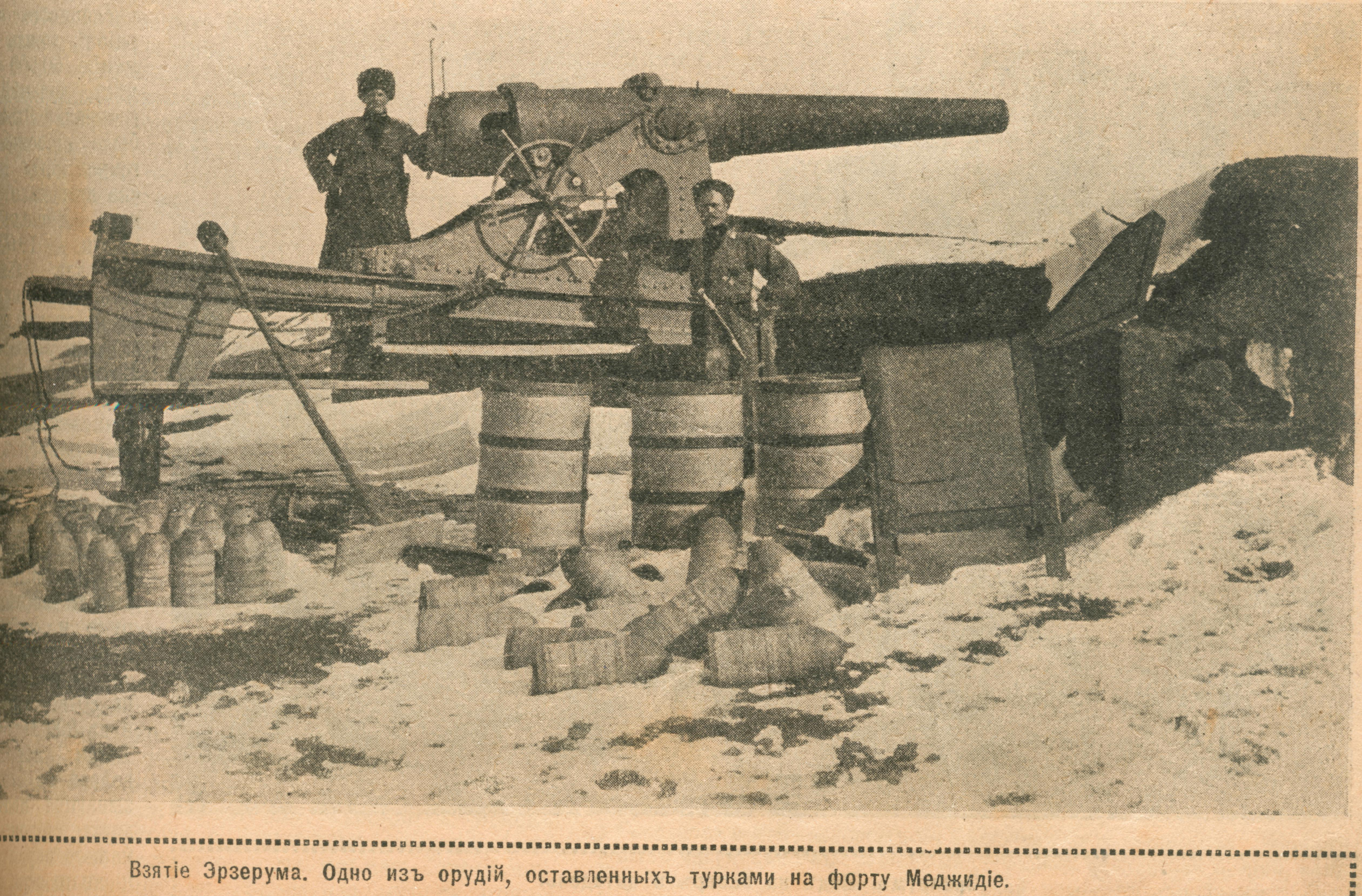
Turkisk kanon tagen av ryssarna 1916.

### Första världskriget
Under första världskriget hade turkarna under Erzurums kommendant, den tyske fortifikationsofficeren Posselt, kraftigt förstärkt fästningens försvarsverk, men sedan ryssarna under general Nikolaj Judenitj 11-15 februari 1916 satt sig i besittning av de mot öster och nordöst framskjutna forten, uppgavs fästningen den 16 februari, då 13 000 man (sjuka och sårade oräknade) blev fångar och 323 kanoner togs. Sedermera utrymde dock ryssarna Erzurum, som då besattes av armenierna, från vilka turkarna den 12 mars 1918 återtog staden.
Den första turkiska nationalkongressen, under ledning av Mustafa Kemal (senare Atatürk), hölls i Erzurum 1919.

## Kända personer från Erzurum
- Cemal Gürsel, Turkiets fjärde president
- Fethullah Gülen, predikant

## Sport
Vinteruniversiaden 2011 hölls i staden.
- Erzurumspor
- Erzurumspor FK
- Büyükşehir Belediye Erzurumspor